# 邁納 (烏里揚諾夫斯克州)
迈纳（羅馬化：Mayna）是俄罗斯乌里扬诺夫斯克州的市级镇，为该州迈纳区行政中心及规模最大聚居地。地处乌里扬诺夫斯克州北部，位于州府乌里扬诺夫斯克西南方。镇内设有同名铁路车站，位于乌里扬诺夫斯克－鲁扎耶夫卡线上。伏尔加河流域内的迈纳河与别廖佐夫卡河（Березовка）发源于该镇附近地区。
1957年设市级镇。2022年人口有5,674人；2010年人口7,109；2002年人口7,974；1989年人口8,216。